# خورشیدگرفتگی ۱۷ آوریل ۱۹۹۶
خورشیدگرفتگی ۱۷ آوریل ۱۹۹۶ (به انگلیسی: Solar eclipse of April 17, 1996) یک خورشیدگرفتگی از نوع خورشیدگرفتگی جزئی است. این خورشیدگرفتگی در تاریخ ۱۷ آوریل ۱۹۹۶ میلادی (‎۲۹ فروردین ۱۳۷۵ خورشیدی) روی داد که زمان اوج آن، ساعت ۲۲:۳۸:۱۲ به‌وقت ساعت هماهنگ جهانی بوده‌است.